# Colletes elegans
Espèce
Colletes elegans est une espèce d'abeilles de la famille des Colletidae et de la de sous-famille des Colletinae.
Elle est trouvée en Israël.